# Liste des maires de Clamecy (Nièvre)
Cet article dresse une liste par ordre de mandat des maires de Clamecy.

## Liste des maires

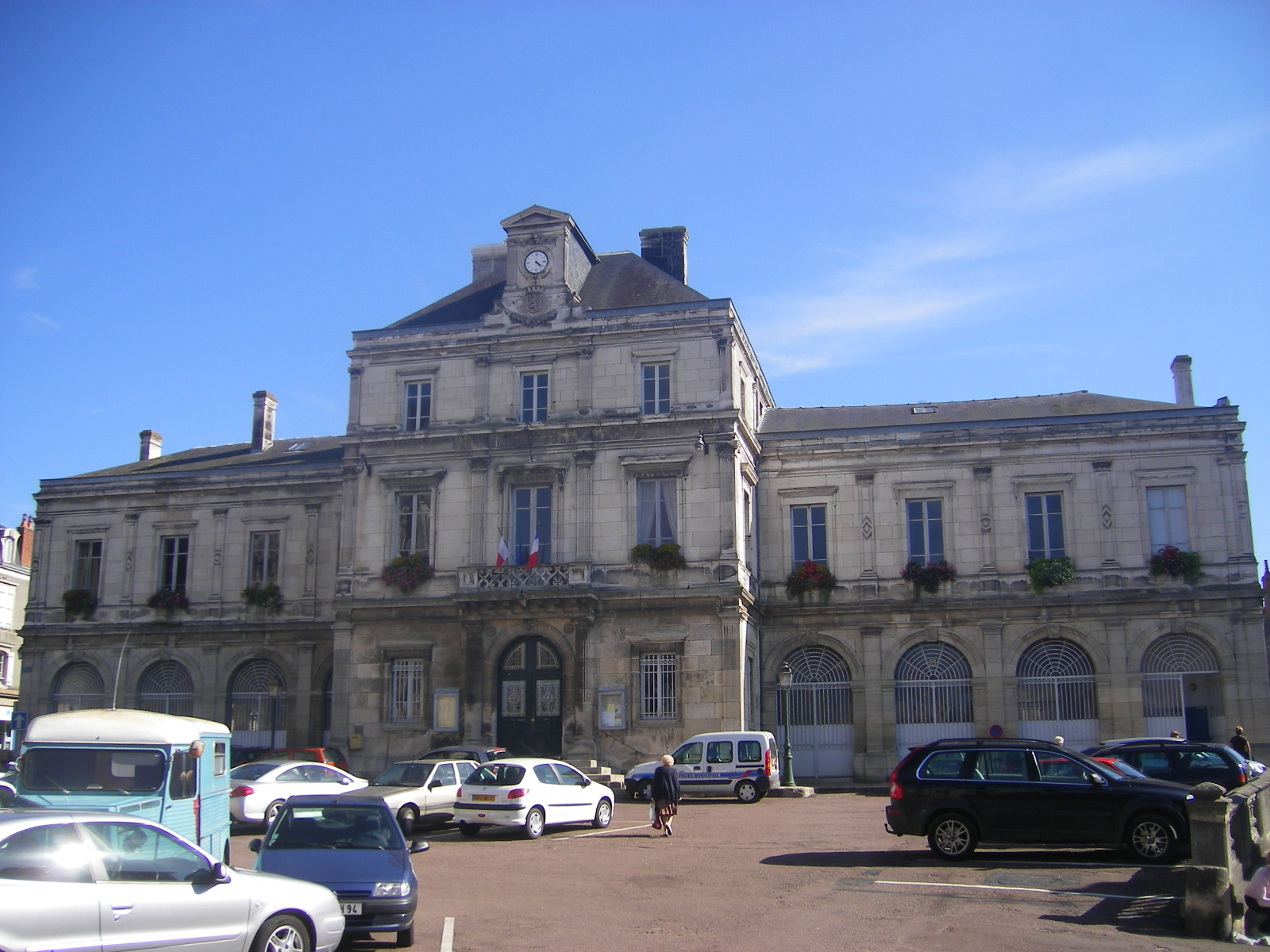
L'hôtel de ville de Clamecy.

- 1389 - Robert de la Celle, garde du scel de la prévôté[1].

| Période                                  | Période        | Identité                                                                      | Étiquette | Qualité |
| ---------------------------------------- | -------------- | ----------------------------------------------------------------------------- | --------- | --- |
| Les données manquantes sont à compléter. |                |                                                                               |           | |
| 1803                                     | 1815           | Jean Leger Nicolas Tenaille Dulac (1739-1831)                                 |           | Écuyer Ancien gendarme de la garde du roi Lieutenant de louveterie                                                                                  |
| 1815                                     | 1830           | Jean Tenaille de Beauregard (1770-1830)                                       |           | Marchand de bois. Chevalier de l'ordre royal et militaire de Saint-Louis                                                                            |
| vers 1859                                |                | Symphorien Villiers                                                           |           | Notaire |
| 1871                                     | 1880           | Marien Ferdinand Alapetite (1821-1895)                                        |           | Avocat Sous-préfet |
| Les données manquantes sont à compléter. |                |                                                                               |           | |
| 1881                                     | 1882           | Sylvestre Hérisson                                                            |           | Député de la Nièvre Président du conseil général de la Nièvre Sénateur de la Nièvre                                                                 |
| 1885                                     | 1890           | Élie Gillet                                                                   |           | |
| 1890                                     | 1904           | Émile Reboulleau                                                              |           | |
| 1904                                     | 1913           | Théodore Beaufils                                                             |           | Docteur en médecine Président du conseil général de la Nièvre                                                                                       |
| 1913                                     | 1919           | André Renard                                                                  |           | Député de la Nièvre Ministre du Travail en 1917 Chevalier de la Légion d'honneur                                                                    |
| 1919                                     | 1923           | Jules Nolin                                                                   |           | |
| 1923                                     | 1935           | André Renard                                                                  |           | Député de la Nièvre Ministre du Travail en 1917 Chevalier de la Légion d'honneur                                                                    |
| 1935                                     | 1938           | Alphonse Lamoine                                                              | PCF       | Cheminot au PLM |
| 1938                                     | 1939           | Jules Bigot                                                                   | PCF       | Commis des PTT |
| mars 1939                                | octobre 1939   | Jean-Marie Laudinet                                                           |           | |
| mars 1941                                | août 1944      | Maurice Brulfer                                                               | Radical   | Industriel Officier de la Légion d'honneur |
| août 1944                                | septembre 1944 | Victor Mine                                                                   |           | Mécanicien |
| septembre 1944                           | avril 1945     | Pierre Paulus                                                                 | SFIO      | Médecin Conseiller général (1945-1958) |
| mai 1945                                 | décembre 1945  | André Sauvan                                                                  |           | |
| décembre 1945                            | octobre 1946   | Armand Beauchet                                                               |           | |
| octobre 1946                             | mars 1959      | Pierre Paulus                                                                 | SFIO      | Médecin Conseiller général (1945-1958) |
| mars 1959                                | mars 1971      | Pierre Barbier                                                                | Radical   | Chirurgien Conseiller général de la Nièvre (1958-1976) Sénateur de la Nièvre (1965-1974) Croix de guerre 1939-1945 Chevalier des Palmes académiques |
| mars 1971                                | juin 1972      | Jacques Barcelot                                                              | PS        | Médecin |
| juin 1972                                | mars 1977      | Claude Lebon                                                                  | PCF       | Épicier |
| avril 1977                               | mars 2008      | Bernard Bardin                                                                | PS        | Enseignant Conseiller général de la Nièvre (1976-2001) Président du conseil général de la Nièvre (1986-2001) Député de la Nièvre (1981-1993)        |
| 3 avril 2008                             | décembre 2014  | Claudine Boisorieux                                                           | DVG       | Retraitée des P.T.T. Conseillère régionale jusqu'en 2008 Chevalier de la Légion d'honneur                                                           |
| 29 décembre 2014                         | février 2015   | Délégation spéciale (Jean-Jacques Cœur, Thierry Dousset, Jean-Michel Vincent) | aucune    | |
| 15 février 2015,                         | 25 mai 2020    | Claudine Boisorieux                                                           | DVG       | |
| 25 mai 2020                              | En cours       | Nicolas Bourdoune                                                             | PCF       | |